# 拉氏蛇綿鳚
拉氏蛇綿鳚，為輻鰭魚綱鱸形目绵鳚亞目绵鳚科的其中一種，分布於北太平洋區，從千島群島北部至白令海海域，屬深海底棲性魚類，棲息深度在水深620至1120公尺，體長可達18.5公分。

## 扩展阅读
維基物種上的相關：拉氏蛇綿鳚